# Nyon

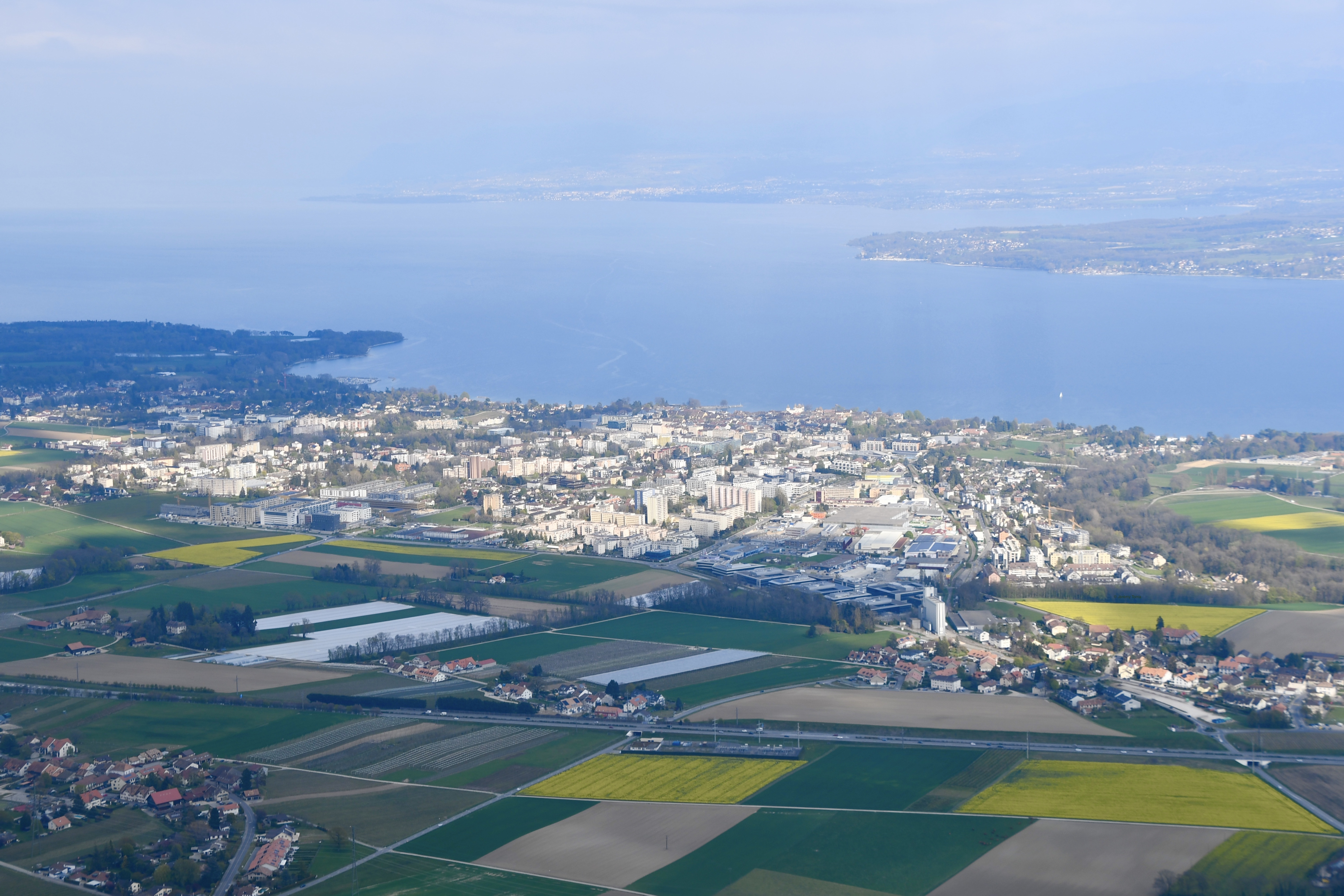
Vy över Nyon.

Nyon är en stad och kommun i distriktet Nyon i kantonen Vaud, Schweiz. Kommunen har 23 016 invånare (2023). Nyon ligger vid Genèvesjön cirka 25 km norr om Genève. Såväl järnvägen som motorvägen E25 mellan Genève och övriga Schweiz går förbi Nyon. Det europeiska fotbollsförbundet Uefa har sitt högkvarter i Nyon.
Det tidigare tyska namnet Neuss används inte längre.

## Historia
Redan mellan 46 och 44 f.Kr. grundade romarna på platsen för Nyons nuvarande gamla stad kolonin Colonia Iulia Equstris som omfattade området mellan Genèvesjön, Rhône och Jurabergen och i norr kanske sträckte sig ända till floden Aubonne. Runt 400 e.Kr. benämns platsen Noviodunum vilket betyder "ny fästning". På 1200-talet fick orten stadsrättigheter. 1536 erövrades staden av Bern. Fram till 1798 residerade Berns fogde. I övrigt kunde staden behålla sina rättigheter. 1798 blev staden distriktshuvudort i kantonen Vaud. År 1950 var befolkningen 6 064 personer. Fram till 2013 mer än trefaldigades folkmängden.

## Nyon i populärkultur
Staden nämns i Tintin i seriealbumet "Det hemliga vapnet" och en del av handlingen utspelar sig just i Nyon.